# Tamer Ismail
Tamer Ismail Aly (19 ottobre 1968) è un ex calciatore ed ex giocatore di calcio a 5 egiziano.

## Carriera
Dopo una discreta carriera nel calcio, giocando tra le altre squadre con lo Zamalek, si convertì al calcio a 5. Come massimo riconoscimento in carriera vanta la partecipazione, con la nazionale egiziana di calcio a 5, a due edizioni della Coppa del Mondo. Nel 1996 la selezione nordafricana, al suo debutto, è stata eliminata nel girone del primo turno comprendente Spagna, Ucraina e Australia; nel FIFA Futsal World Championship 2000 l'Egitto ha raggiunto il secondo turno.